# Јаја Јереса
Јаја Мунир Јереса (фр. Yaya Mounir Yeressa; 15. април 2000) гвинејски је пливач чија ужа специјалност су трке прсним стилом. 

## Спортска каријера
На међународној сцени је дебитовао на светском првенству у малим базенима у кинеском Хангџоуу 2018. где је пливао у квалификационим тркама на 50 и 100 метара прсним стилом (69. и 71. место). 
Годину дана касније дебитовао је и на светским првенствима у великим базенима пошто је у корејском Квангџуу 2019. учествовао у квалификационим тркама на 50 прсно (70. место) и 100 прсно (85. место). 